# Khanato del Karabakh
Il Khanato del Karabakh fu un canato semi indipendente istituito dai persiani intorno al 1750 nel territorio corrispondente grosso modo all'attuale repubblica del Nagorno Karabakh ma comprendente anche aree adiacenti oggi situate in Armenia ed Azerbaigian.
Nel 1805 il Trattato di Kurakchay, meglio conosciuto come trattato russo-karabakho, siglato dal comandante militare russo nel Caucaso Pavel Tsitsianov e dal Khan Ibrahim Khalil, fece del territorio un protettorato russo.

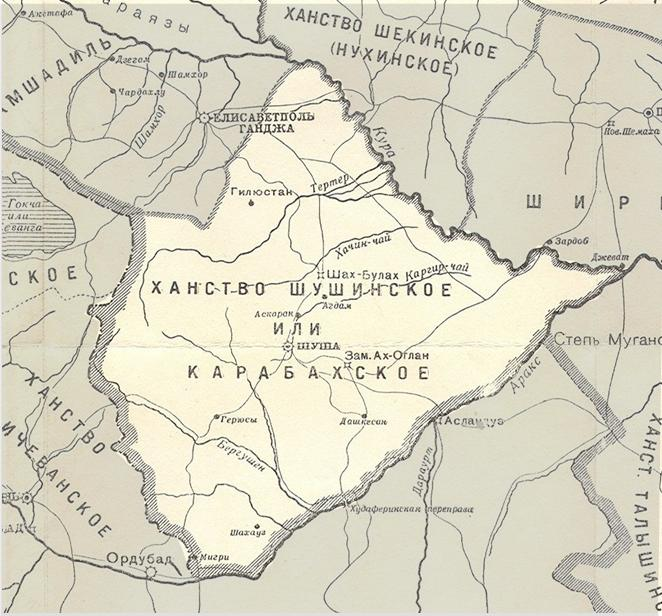
Il Khanato del Karabakh nel 1809-1817 secondo una mappa russa dell'epoca

Il khanato cessò la sua esistenza nel 1806 allorché l'Impero russo strappò militarmente il controllo del territorio alla Persia. L'annessione russa non fu tuttavia formalizzata fino al Trattato di Gulistan del 1813 con il quale la Persia, sconfitta nella guerra russo-persiana (1804-1813) cedette il Karabakh allo zar Alessandro I di Russia.
Dopo alcuni anni di tolleranza verso i governanti persiani, il khanato fu abolito definitivamente nel 1822 e venne costituita una provincia con una amministrazione militare.

## Storia
Antecedentemente al khanato, nel XVI secolo era stata istituita la beylerbeylik (provincia) del Karabakh creata nella parte settentrionale dell'impero della dinastia dei Safavidi. Il territorio originario di tale provincia comprendeva il cosiddetto Basso Karabakh (o Karabakh inferiore), nella piana tra i fiumi Kura ed Aras e, almeno in un primo tempo, non riguardava la regione dell'Alto Karabakh (corrispondente all'incirca all'attuale Nagorno Karabakh).
Dopo il collasso della dinastia e la morte di Nādir Shāh Afshār nel 1747, il dominio dei Safavidi si frazionò in numerosi khanati indipendenti e in questo periodo Panah-Ali khan Javanshir del Karabakh consolidò il suo potere locale e stabilì di fatto un khanato indipendente e controllante i cinque melikhati (principati) armeni della regione che, a partire da quello di Varanda ne accettarono la sovranità.

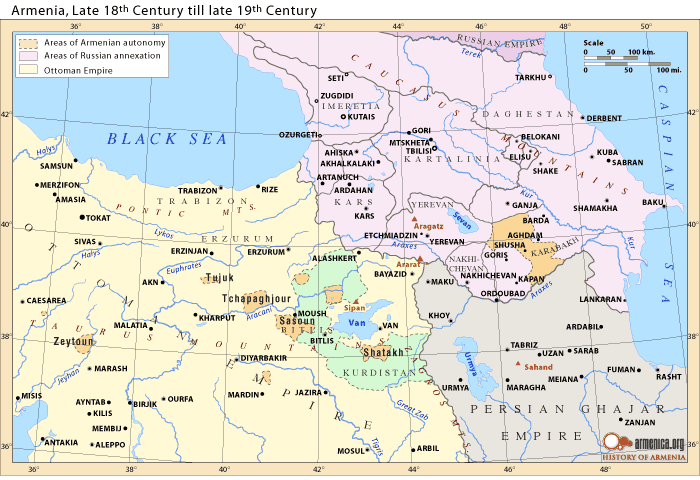
L'Armenia tra la fine del Settecento e la fine dell'Ottocento: in arancione le aree di autonomia, fra le quali figura il Karabakh

La prima capitale del khanato fu il castello di Bayat nel 1748 nel Basso Karabakh; ad essa fece seguito la nuova città di Panahabd nel 1750, poi ribattezzata Shusha presumibilmente dal nome del vicino villaggio armeno di Shushi (conosciuto anche come Shushikent, Shosi o Shosh).
Panah-Ali khan estese il khanato inglobando altri territori ad ovest comprendenti le regioni armene del Zangezur e del Nakhchivan.
A meno di un anno dalla fondazione di Shusha il khanato fu attaccato da Muhammed Hassan khan Qajar, uno dei maggiori pretendenti al trono iraniano. Durante la dinastia dei Safavidi il Karabakh fu per quasi due secoli governato dal clan turcofono dei Qajar, già governatori del khanato di Ganja.
Nel 1759 il khanato, retto da Muhammed Hassan, fu attaccato da Fatali khan Afshar, signore di Urmia che tuttavia fu costretto a ritirarsi dopo aver a lungo assediato la capitale.
Sotto il governo di Ibrahim-Khalil khan Javanshir il khanato del Karabakh divenne uno dei più forti stati di tutto il Caucaso meridionale a la capitale Shusha raggiunse una popolazione di circa diecimila abitanti.
Nel 1795 Aga Muhammad Khan Qajar, figlio di Muhammad Hassan khan, attaccò Shusha con l'obiettivo di restaurare il vecchio dominio imperiale safavida; il suo esercito di ottantamila uomini si scontrò con i difensori che non erano in numero superiore a quindicimila: le donne combatterono con gli uomini e anche gli armeni si schierarono al fianco dei musulmani di Shusha per difendere la città. L'assedio della città durò trentatré giorni ma fu vano sicché Aga Muhammad khan dirottò le sue mire di conquista a Tiflis che nonostante una resistenza disperata cadde.
Nel 1797 Agha Muhammad Qajar (nel frattempo proclamatosi Shah) tentò un secondo attacco al Karabakh e riuscì dopo mesi di dura battaglia e distruzione a conquistare il capoluogo ma venne ucciso pochi giorni dopo in circostanza misteriose dalle sue guardie del corpo. Così il deposto Ibrahim-Khalil khan poté fare ritorno nel khanato che durante il suo governo crebbe di importanza e strinse relazioni diplomatiche con l'Iran, l'impero ottomano e l'impero russo con il quale fu stipulato il Trattato di Kurakchay.